# Carrère (Pyrénées-Atlantiques)
Pour les articles homonymes, voir Carrère.
Carrère est une commune française, située dans le département des Pyrénées-Atlantiques en région Nouvelle-Aquitaine.

## Géographie

### Localisation
La commune de Carrère se trouve dans le département des Pyrénées-Atlantiques, en région Nouvelle-Aquitaine.
Elle se situe à 29 km par la route de Pau, préfecture du département, et à 18 km de Serres-Castet, bureau centralisateur du canton des Terres des Luys et Coteaux du Vic-Bilh dont dépend la commune depuis 2015 pour les élections départementales. 
La commune fait en outre partie du bassin de vie de Garlin.
Sur le plan historique et culturel, Carrère fait partie de la province du Béarn, qui fut également un État et qui présente une unité historique et culturelle à laquelle s’oppose une diversité frappante de paysages au relief tourmenté.

### Communes limitrophes
Les communes les plus proches sont : 
Mouhous (1,8 km), Miossens-Lanusse (2,3 km), Claracq (3,4 km), Lalonquette (3,4 km), Taron-Sadirac-Viellenave (3,8 km), Claracq (4,2 km), Ribarrouy (4,4 km), Coslédaà-Lube-Boast (4,6 km).
Les communes limitrophes sont  Claracq, Miossens-Lanusse, Mouhous et Sévignacq.
|                  | Claracq   |         |
| Miossens-Lanusse | Carrère   | Mouhous |
|                  | Sévignacq |         |

### Hydrographie

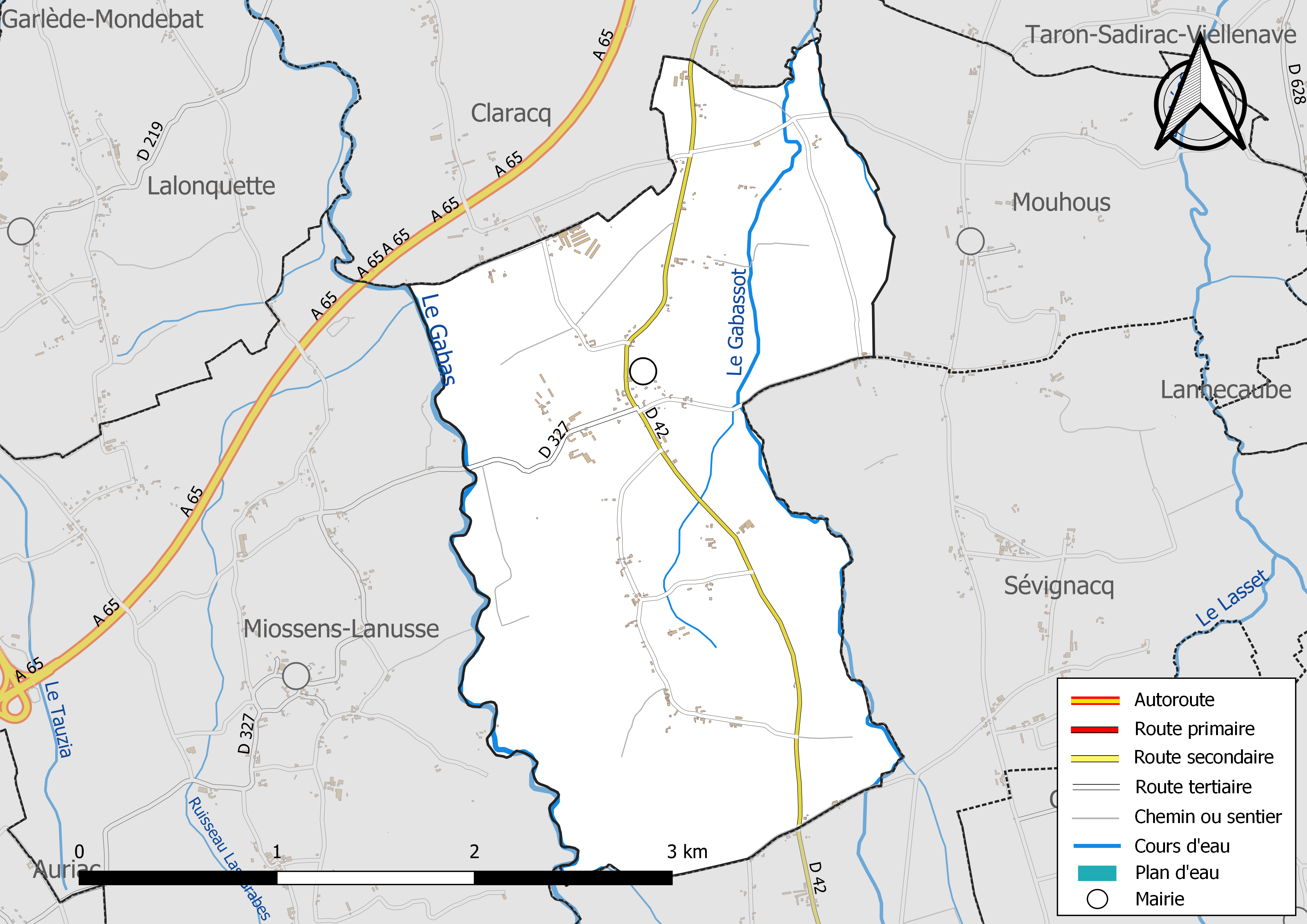
Réseaux hydrographique et routier de Carrère.

La commune est drainée par le Gabas, le Gabassot et par divers petits cours d'eau, constituant un réseau hydrographique de 7 km de longueur totale,.
Le Gabas, d'une longueur totale de 116,7 km, prend sa source dans la commune d'Ossun et s'écoule du sud-est vers le nord-ouest. Il traverse la commune et se jette dans l'Adour à Souprosse, après avoir traversé 43 communes.
Le Gabassot, d'une longueur totale de 17,4 km, prend sa source dans la commune de Sévignacq et s'écoule du sud vers le nord. Il traverse la commune et se jette dans le Lées à Castetbon, après avoir traversé 9 communes.

### Climat
Pour des articles plus généraux, voir Climat de la Nouvelle-Aquitaine et Climat des Pyrénées-Atlantiques.
Historiquement, la commune est exposée à un climat de montagne.  
En 2020, Météo-France publie une typologie des climats de la France métropolitaine dans laquelle la commune est toujours exposée à un climat de montagne et est dans la région climatique Pyrénées atlantiques, caractérisée par une pluviométrie élevée (>1 200 mm/an) en toutes saisons, des hivers très doux (7,5 °C en plaine) et des vents faibles.
Pour la période 1971-2000, la température annuelle moyenne est de 13 °C, avec une amplitude thermique annuelle de 14,4 °C. Le cumul annuel moyen de précipitations est de 1 093 mm, avec 11,6 jours de précipitations en janvier et 8 jours en juillet. Pour la période 1991-2020, la température moyenne annuelle observée sur la station météorologique la plus proche, située sur la commune de Mont-Disse à 13 km à vol d'oiseau, est de 13,9 °C et le cumul annuel moyen de précipitations est de 1 010,8 mm,. Pour l'avenir, les paramètres climatiques de la commune estimés pour 2050 selon différents scénarios d’émission de gaz à effet de serre sont consultables sur un site dédié publié par Météo-France en novembre 2022.

### Milieux naturels et biodiversité
Aucun espace naturel présentant un intérêt patrimonial n'est recensé sur la commune dans l'inventaire national du patrimoine naturel,,.

## Urbanisme

### Typologie
Au 1er janvier 2024, Carrère est catégorisée commune rurale à habitat très dispersé, selon la nouvelle grille communale de densité à sept niveaux définie par l'Insee en 2022.
Elle est située hors unité urbaine. Par ailleurs la commune fait partie de l'aire d'attraction de Pau, dont elle est une commune de la couronne,. Cette aire, qui regroupe 227 communes, est catégorisée dans les aires de 200 000 à moins de 700 000 habitants,.

### Occupation des sols

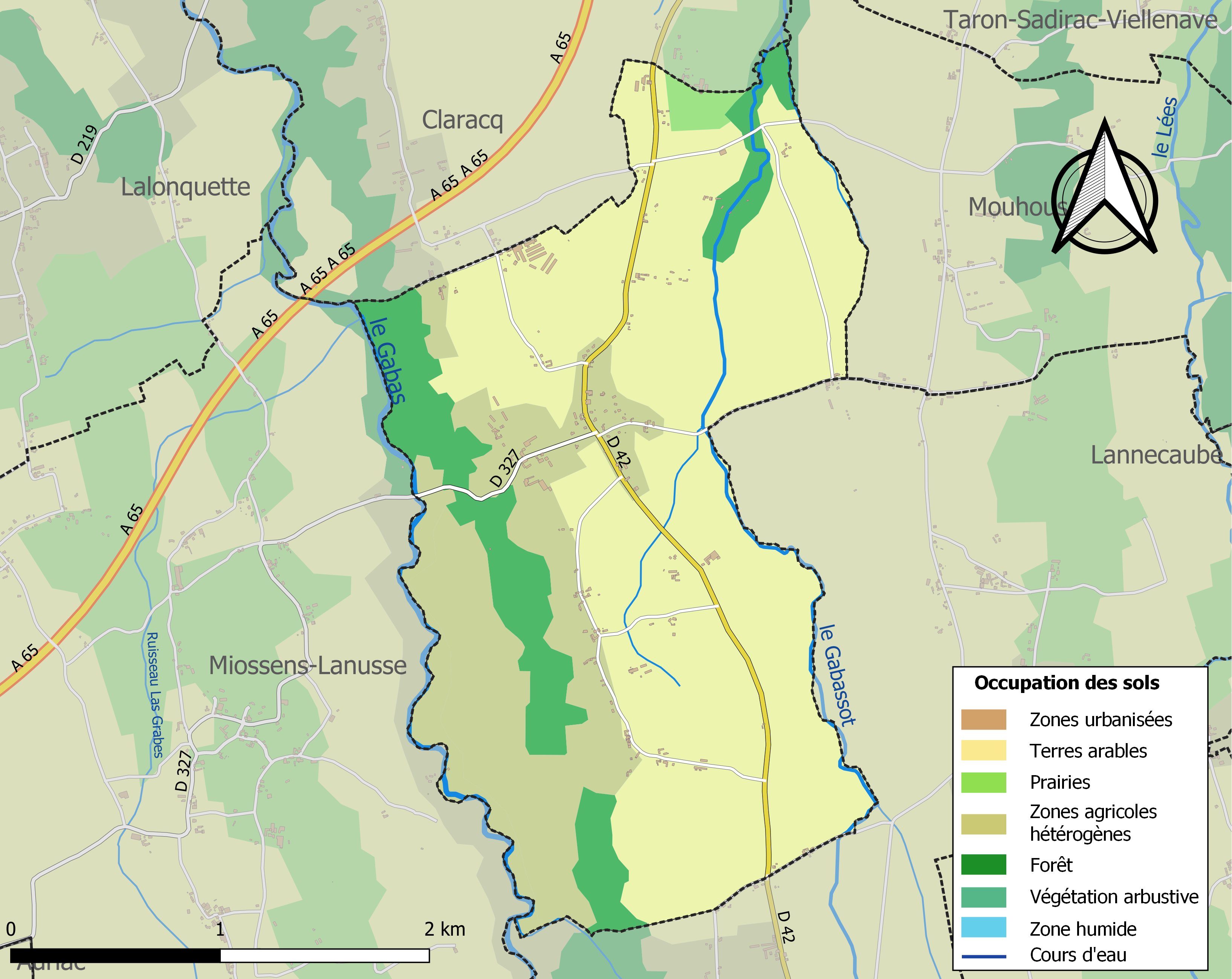
Carte des infrastructures et de l'occupation des sols de la commune en 2018 (CLC).

L'occupation des sols de la commune, telle qu'elle ressort de la base de données européenne d’occupation biophysique des sols Corine Land Cover (CLC), est marquée par l'importance des territoires agricoles (87,5 % en 2018), une proportion identique à celle de 1990 (87,5 %). La répartition détaillée en 2018 est la suivante : 
terres arables (62,8 %), zones agricoles hétérogènes (23,9 %), forêts (12,5 %), prairies (0,9 %). L'évolution de l’occupation des sols de la commune et de ses infrastructures peut être observée sur les différentes représentations cartographiques du territoire : la carte de Cassini (XVIIIe siècle), la carte d'état-major (1820-1866) et les cartes ou photos aériennes de l'IGN pour la période actuelle (1950 à aujourd'hui).

### Lieux-dits, hameaux et écarts
- Batsalle ;
- Bordenave ;
- Dufau ;
- Passeliatge ;
- Raguère.

### Habitat et logement
En 2018, le nombre total de logements dans la commune était de 94, alors qu'il était de 89 en 2013 et de 69 en 2008.
Parmi ces logements, 89,3 % étaient des résidences principales, 3,2 % des résidences secondaires et 7,5 % des logements vacants. Ces logements étaient pour 97,9 % d'entre eux des maisons individuelles et pour 2,1 % des appartements.
Le tableau ci-dessous présente la typologie des logements à Carrère en 2018 en comparaison avec celle des Pyrénées-Atlantiques et de la France entière. Une caractéristique marquante du parc de logements est ainsi une proportion de résidences secondaires et logements occasionnels (3,2 %) inférieure à celle du département (13,5 %) et à celle de la France entière (9,7 %). Concernant le statut d'occupation de ces logements, 86,9 % des habitants de la commune sont propriétaires de leur logement (85,2 % en 2013), contre 61,3 % pour les Pyrénées-Atlantiques et 57,5 % pour la France entière.
| Typologie                                               | Carrère | Pyrénées-Atlantiques | France entière |
| ------------------------------------------------------- | ------- | -------------------- | -------------- |
| Résidences principales (en %)                           | 89,3    | 78,3                 | 82,1           |
| Résidences secondaires et logements occasionnels (en %) | 3,2     | 13,5                 | 9,7            |
| Logements vacants (en %)                                | 7,5     | 8,1                  | 8,2            |

### Voies de communication et transports
La commune est desservie par les routes départementales 42 et 327.

### Risques naturels et technologiques
Le territoire de la commune de Carrère est vulnérable à différents aléas naturels : météorologiques (tempête, orage, neige, grand froid, canicule ou sécheresse), inondations et séisme (sismicité modérée). Il est également exposé à un risque technologique, la rupture d'un barrage. Un site publié par le BRGM permet d'évaluer simplement et rapidement les risques d'un bien localisé soit par son adresse soit par le numéro de sa parcelle.

#### Risques naturels
Certaines parties du territoire communal sont susceptibles d’être affectées par le risque d’inondation par une crue à  débordement lent de cours d'eau, notamment le Gabassot et le Gabas. La commune a été reconnue en état de catastrophe naturelle au titre des dommages causés par les inondations et coulées de boue survenues en 1982 et 2009,.

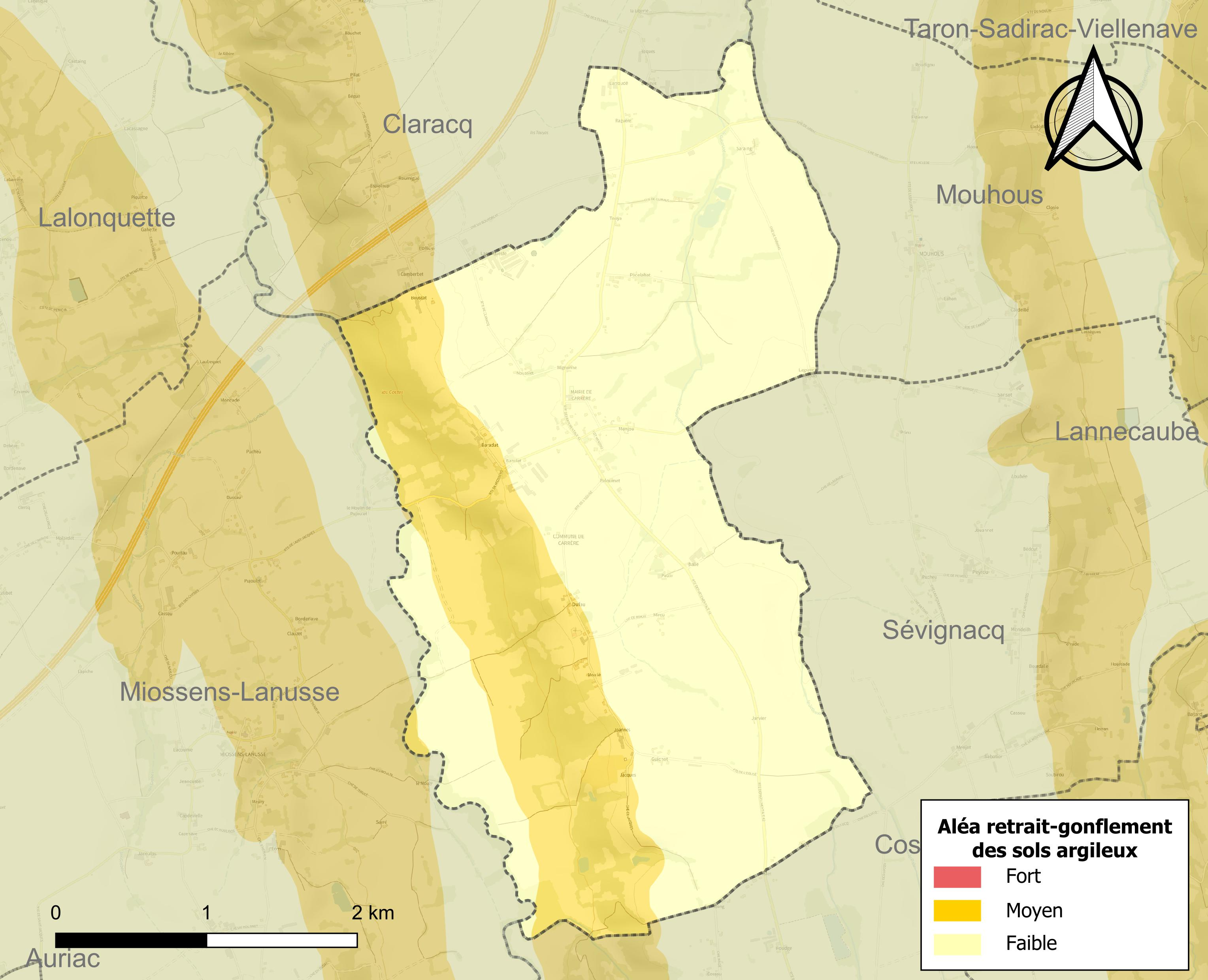
Carte des zones d'aléa retrait-gonflement des sols argileux de Carrère.

Le retrait-gonflement des sols argileux est susceptible d'engendrer des dommages importants aux bâtiments en cas d’alternance de périodes de sécheresse et de pluie. 26,2 % de la superficie communale est en aléa moyen ou fort (59 % au niveau départemental et 48,5 % au niveau national). Depuis le 1er octobre 2020, en application de la loi ELAN, différentes contraintes s'imposent aux vendeurs, maîtres d'ouvrages ou constructeurs de biens situés dans une zone classée en aléa moyen ou fort,.

#### Risque technologique
La commune est en outre située en aval de barrages de classe A. À ce titre elle est susceptible d’être touchée par l’onde de submersion consécutive à la rupture de cet ouvrage.

## Toponymie
Le toponyme Carrère est cité au XIIe siècle (Pierre de Marca)
Son nom béarnais est Carrèra ou Carrère.

## Histoire
Paul Raymond note que Carrère formait avec Miossens et Lanusse une circonscription nommée le clau de Miossens (1546, réformation de Béarn).

## Politique et administration

### Rattachements administratifs et électoraux

#### Rattachements administratifs
La commune se trouve dans l'arrondissement de Pau du département des Pyrénées-Atlantiques.
Elle faisait partie depuis 1793 du canton de Thèze. Dans le cadre du redécoupage cantonal de 2014 en France, cette circonscription administrative territoriale a disparu, et le canton n'est plus qu'une circonscription électorale.

#### Rattachements électoraux
Pour les élections départementales, la commune fait partie depuis 2014 du canton des Terres des Luys et Coteaux du Vic-Bilh
Pour l'élection des députés, elle fait partie de la troisième circonscription des Pyrénées-Atlantiques.

### Intercommunalité
Carrère  était membre de la petite communauté de communes de Thèze, un établissement public de coopération intercommunale (EPCI) à fiscalité propre créé en 1997 et auquel la commune avait transféré un certain nombre de ses compétences, dans les conditions déterminées par le code général des collectivités territoriales.
Conformément aux prescriptions de la loi de réforme des collectivités territoriales du 16 décembre 2010, qui a prévu le renforcement et la simplification des intercommunalités et la constitution de structures intercommunales de grande taille, cette intercommunalité a fusionné avec sa voisine pour former, le 1er janvier 2017, la communauté de communes des Luys en Béarn, dont est désormais membre la commune.

### Liste des maires
| Période                                  | Période                        | Identité        | Étiquette | Qualité                                        |
| ---------------------------------------- | ------------------------------ | --------------- | --------- | ---------------------------------------------- |
| Les données manquantes sont à compléter. |                                |                 |           |                                                |
| 1977                                     | 2001                           | Lucien Larroudé | PS        |                                                |
| 2001                                     | juillet 2022                   | Marc Pédelabat  |           | Ingénieur d’études sanitaires Mort en fonction |
| octobre 2022                             | En cours (au 16 décembre 2022) | Pierre Esain    |           |                                                |

## Population et société

### Démographie
L'évolution du nombre d'habitants est connue à travers les recensements de la population effectués dans la commune depuis 1793. Pour les communes de moins de 10 000 habitants, une enquête de recensement portant sur toute la population est réalisée tous les cinq ans, les populations de référence des années intermédiaires étant quant à elles estimées par interpolation ou extrapolation. Pour la commune, le premier recensement exhaustif entrant dans le cadre du nouveau dispositif a été réalisé en 2006.

En 2022, la commune comptait 217 habitants, en évolution de +0,93 % par rapport à 2016 (Pyrénées-Atlantiques : +3,78 %, France hors Mayotte : +2,11 %).
| 1793 | 1800 | 1806 | 1821 | 1831 | 1836 | 1841 | 1846 | 1851 |
| ---- | ---- | ---- | ---- | ---- | ---- | ---- | ---- | ---- |
| 176  | 275  | 310  | 292  | 335  | 294  | 302  | 343  | 356  |

| 1856 | 1861 | 1866 | 1872 | 1876 | 1881 | 1886 | 1891 | 1896 |
| ---- | ---- | ---- | ---- | ---- | ---- | ---- | ---- | ---- |
| 357  | 339  | 370  | 333  | 331  | 317  | 295  | 355  | 340  |

| 1901 | 1906 | 1911 | 1921 | 1926 | 1931 | 1936 | 1946 | 1954 |
| ---- | ---- | ---- | ---- | ---- | ---- | ---- | ---- | ---- |
| 320  | 300  | 282  | 227  | 218  | 216  | 210  | 177  | 157  |

| 1962 | 1968 | 1975 | 1982 | 1990 | 1999 | 2006 | 2011 | 2016 |
| ---- | ---- | ---- | ---- | ---- | ---- | ---- | ---- | ---- |
| 145  | 140  | 143  | 148  | 167  | 169  | 168  | 212  | 215  |

| 2021 | 2022 | - | - | - | - | - | - | - |
| ---- | ---- | - | - | - | - | - | - | - |
| 217  | 217  | - | - | - | - | - | - | - |

Carrère fait partie de l'aire d'attraction de Pau.

## Équipements et services publics

### Enseignement
Carrère dispose d'une école primaire, qu'elle met en commun avec Claracq au sein d'un regroupement pédagogique intercommunal.

## Culture locale et patrimoine

### Lieux et monuments
Les vestiges d'un ensemble fortifié des XIe et XIIe siècles témoignent du passé ancien de la commune.
Carrère présente un ensemble de maisons et de fermes construites entre le XVIe et le XIXe siècle.
L'église Saint-Jean-Baptiste date partiellement du XVIIIe siècle. Elle recèle des objets et du mobilier inscrits à l'inventaire général du patrimoine culturel.

## Pour approfondir